# Saruman
Saruman, também chamado "Saruman, o Branco", e posteriormente "Saruman de Muitas Cores", é um personagem fictício do livro de fantasia O Senhor dos Anéis, de J. R. R. Tolkien. Ele é o líder dos Istari, magos enviados à Terra Média em forma humana pelos deuses Valar para desafiar Sauron, o principal antagonista do livro, mas acaba desejando o poder de Sauron para si mesmo e tenta dominar a Terra Média à força a partir de sua base em Isengard. Seus esquemas aparecem com destaque no segundo volume, As Duas Torres; ele aparece brevemente no final do terceiro volume, O Retorno do Rei. Sua história anterior está resumida em O Silmarillion e Contos Inacabados, publicado postumamente.
Saruman é um dos vários personagens do livro que ilustram a corrupção do poder; seu desejo de conhecimento e ordem leva à sua queda, e ele rejeita a chance de redenção quando esta lhe é oferecida. O nome Saruman  significa "homem de habilidade ou astúcia" no dialeto mércio do inglês antigo; ele serve como exemplo da tecnologia e da modernidade sendo derrubadas por forças mais aliadas com a natureza.
Saruman foi retratado por Christopher Lee nas trilogias de filmes O Senhor dos Anéis e O Hobbit, de Peter Jackson.

## Aparições

### O Senhor dos Anéis
O Senhor dos Anéis descreve uma busca para destruir o Um Anel, um talismã poderoso e maligno criado pelo Lorde das Trevas Sauron para controlar os nove anéis dos homens, os anéis restantes dos anões (originalmente sete) e os três dos elfos, os mais poderosos, promovendo assim o domínio de Sauron sobre a Terra Média. Sauron perdeu o Anel em uma batalha milhares de anos antes do início da história, e agora ele é mantido em segredo no Condado pelo hobbit Bilbo Bolseiro, que o passa para Frodo Bolseiro, um dos protagonistas da história. No início do primeiro volume, A Sociedade do Anel, o mago Gandalf descreve Saruman como "o chefe da minha ordem" e chefe do Conselho Branco que forçou Sauron a sair de Mirkwood no final do livro anterior de Tolkien, O Hobbit. Ele observa o grande conhecimento de Saruman sobre os Anéis do Poder criados por Sauron e pelos elfos-ferreiros. Pouco tempo depois, Gandalf quebra um acordo para encontrar Frodo e guiá-lo para fora do Condado até Rivendell para manter o Anel a salvo dos agentes de Sauron.
Frodo e Gandalf se reencontram em Rivendell na metade de A Sociedade do Anel. O mago explica por que não se juntou a Frodo: ele havia sido convocado para se consultar com Saruman, mas foi mantido em cativeiro. Inicialmente, Saruman propôs que os magos se aliassem ao poder crescente de Sauron a fim de eventualmente controlá-lo para seus próprios objetivos, revelando-se um traidor. Saruman continuou sugerindo que eles poderiam tomar o Anel para si e desafiar Sauron. Quando Gandalf recusou as duas opções, Saruman o aprisionou na torre de Orthanc, em Isengard, na esperança de descobrir a localização do Anel. Enquanto estava no cume de Orthanc, Gandalf observou que Saruman havia industrializado o vale de Isengard, que antes era verde, e estava criando seu próprio exército de guerreiros Meio-Orc/Meio-Homem e Wargs para rivalizar com Sauron. A fuga de Gandalf do topo da torre nas costas de uma Grande Águia deixou Saruman em uma posição desesperada, pois ele sabia que agora seria conhecido como traidor de seus antigos aliados, mas não conseguia obter o Anel diretamente para si mesmo e, portanto, não podia esperar rivalizar verdadeiramente com Sauron.
Em As Duas Torres, o segundo volume da história, os orcs do exército de Saruman atacam Frodo e seus companheiros e levam dois dos amigos mais próximos de Frodo, Merry e Pippin. Os dois fogem para a Floresta de Fangorn, onde encontram os Ents, protetores das árvores, que estão indignados com a derrubada generalizada de árvores pelos orcs de Saruman. Enquanto isso, Saruman se prepara para invadir o reino de Rohan, que está exposto desde que seu servo Gríma Língua de Cobra deixou Théoden, o rei de Rohan, fraco e indefeso com "venenos sutis". Gandalf liberta Théoden do controle de Gríma no momento em que o exército de Saruman está prestes a invadir.
Saruman é destruído quando os Cavaleiros de Rohan derrotam seu exército e Merry e Pippin levam os Ents a destruir Isengard. O próprio Saruman não está diretamente envolvido e só aparece novamente no capítulo 10, quando está preso em Orthanc. Ele fracassa em sua tentativa de negociar com os Rohirrim e com Gandalf, e rejeita a oferta condicional de Gandalf de libertá-lo. Gandalf o expulsa do Conselho Branco e da ordem dos magos e quebra o cajado de Saruman.
Saruman faz sua última aparição no final do último volume, O Retorno do Rei (1955), após a derrota de Sauron. Depois de persuadir os Ents a libertá-lo de Orthanc, ele viaja para o norte a pé, aparentemente reduzido a mendigar. Ele é acompanhado por Língua de Cobra, a quem ele espanca e amaldiçoa. Quando chegam ao Condado, os agentes de Saruman - tanto Hobbits quanto Homens - já o dominaram e iniciaram um processo destrutivo de industrialização. Saruman governa o Condado em segredo sob o nome de Sharkey até os eventos do capítulo 18, em que Frodo e seus companheiros retornam e lideram uma rebelião, derrotando os intrusos e expondo o papel de Saruman. Mesmo depois que Saruman tenta esfaquear Frodo, Frodo o deixa ir; mas Língua de Cobra, que Saruman continua a provocar, finalmente o assassina.

### Outros livros
Relatos consistentes da história anterior de Saruman aparecem no Apêndice B de O Senhor dos Anéis, publicado pela primeira vez em O Retorno do Rei, e em O Silmarillion e Contos Inacabados, publicados postumamente. Todos foram escritos em meados da década de 1950. Saruman, assim como Gandalf e Radagast, o Castanho, é um dos cinco "magos", conhecidos como Istari, que começam a chegar à Terra Média cerca de dois mil anos antes do início de O Senhor dos Anéis. Eles são Maiar, enviados pelos deuses Valar para desafiar Sauron, inspirando o povo da Terra Média em vez de entrarem em conflito direto. Tolkien os considerava como anjos encarnados. Saruman viaja inicialmente para o leste; mais tarde, é nomeado chefe do Conselho Branco e acaba se estabelecendo no posto avançado de Isengard, em Gondor. Cinquenta anos antes de O Senhor dos Anéis, após seus estudos revelarem que o Um Anel poderia ser encontrado no rio Anduin, perto da fortaleza de Sauron em Dol Guldur, ele ajuda o Conselho Branco a expulsar Sauron para facilitar sua busca.
Contos Inacabados contém rascunhos, não incluídos em O Senhor dos Anéis, que descrevem as tentativas de Saruman de frustrar os principais servos de Sauron, os Nazgûl, em sua busca pelo Anel durante a parte inicial de A Sociedade do Anel; em uma versão, ele considera se lançar à misericórdia de Gandalf. Há também uma descrição de como Saruman se envolve com o Condado e de como ele gradualmente fica com inveja de Gandalf. Outro breve relato descreve como os cinco Istari foram escolhidos pelos Valar para sua missão.

## Criação e desenvolvimento
Tolkien estava escrevendo O Senhor dos Anéis há vários anos quando Saruman surgiu como a solução para um desenvolvimento de enredo há muito não resolvido, e seu papel e características continuaram a surgir no decorrer da escrita. Tolkien começou a trabalhar no livro no final de 1937, mas inicialmente não tinha certeza de como a história se desenvolveria. Ao contrário de alguns dos outros personagens do livro, Saruman não havia aparecido no livro de Tolkien de 1937, O Hobbit, ou em seu então não publicado Quenta Silmarillion e na mitologia relacionada, que datam de 1917. Quando escreveu sobre o fracasso de Gandalf em encontrar Frodo, Tolkien não sabia o que havia causado isso e disse mais tarde: "O mais inquietante de tudo é que Saruman nunca havia sido revelado a mim, e eu estava tão preocupado quanto Frodo com o fato de Gandalf não ter aparecido." O filho de Tolkien, Christopher, disse que os estágios iniciais da criação de O Senhor dos Anéis ocorreram em uma série de mudanças e que, depois de produzir a primeira metade de A Sociedade do Anel, Tolkien reescreveu o conto desde o início três vezes. Saruman apareceu pela primeira vez durante uma quarta fase de escrita em um esboço narrativo datado de agosto de 1940. Com a intenção de explicar a ausência de Gandalf, ele descreve como um mago intitulado "Saramond, o Branco" ou "Saramund, o Cinzento", que caiu sob a influência de Sauron, atrai Gandalf para sua fortaleza e o aprisiona. A história completa da traição de Saruman foi posteriormente adicionada aos capítulos existentes.
Várias das outras aparições de Saruman no livro surgiram durante o processo de escrita. Christopher Tolkien acredita que o velho visto por Aragorn, Legolas e Gimli na borda da Floresta de Fangorn, próximo ao início de As Duas Torres, era, nos rascunhos originais, Gandalf. Na versão final, ele é Saruman. Da mesma forma, nos primeiros rascunhos do capítulo O Expurgo do Condado, Sharkey é um rufião encontrado pelos hobbits e, depois, o chefe invisível desse homem. Foi somente no segundo rascunho do capítulo que, como Christopher Tolkien afirma, seu pai "percebeu" que Sharkey era de fato Saruman. O nome usado pelos capangas de Saruman para seu líder enfraquecido é dito em uma nota de rodapé do texto final como derivado de um termo orkish que significa "homem velho". A cena da morte de Saruman, na qual seu corpo se reduz a pele e ossos, revelando "longos anos de morte" e "uma figura pálida e envolta" se ergue sobre o cadáver, não foi adicionada até que Tolkien revisasse as provas de galé do livro concluído. John D. Rateliff e Jared Lobdell estão entre aqueles que escreveram que a cena mostra semelhanças com a morte da feiticeira Ayesha, de 2000 anos de idade, no livro Ela, a Feiticeira, de H. Rider Haggard, de 1887.

## Caracterização
"[Sua voz era] baixa e melodiosa, seu próprio som era um encantamento [...] era um prazer ouvir a voz falar, tudo o que ela dizia parecia sábio e razoável, e o desejo despertava neles por meio de um rápido acordo para que eles próprios parecessem sábios... para aqueles que ela conquistava, o feitiço perdurava enquanto eles estavam longe e sempre ouviam aquela voz suave sussurrando e incentivando-os."

As Duas Torres Livro 3, Capítulo 10
Tolkien descreveu Saruman na época de O Senhor dos Anéis como tendo um rosto comprido e uma testa alta, "...ele tinha olhos negros profundos... Seu cabelo e barba eram brancos, mas fios de cabelo preto ainda apareciam ao redor de seus lábios e orelhas." Seu cabelo é descrito em outro lugar como tendo sido preto quando ele chegou à Terra Média. Ele é chamado de "Saruman, o Branco" e diz-se que originalmente usava vestes brancas, mas em sua primeira aparição em A Sociedade do Anel elas parecem ser "tecidas de todas as cores [, elas] tremeluziam e mudavam de tonalidade de modo que os olhos ficavam perplexos" e ele se autodenomina "Saruman de Muitas Cores".
O poder da voz de Saruman é notado em todo o livro. Jonathan Evans chama a caracterização de Saruman no capítulo A Voz de Saruman como "tour de force". O crítico Roger Sale escreveu sobre o mesmo capítulo em 1968 que "Tolkien tentou corajosamente fazer algo que valesse a pena e que ele simplesmente não conseguiu fazer." Tom Shippey escreve que "Saruman fala como um político... Nenhum outro personagem da Terra Média tem o truque de Saruman de equilibrar frases umas contra as outras de modo que as incompatíveis sejam resolvidas, e nenhum sai com palavras tão vazias como 'deplorável', 'derradeiro', pior de tudo, 'real'. O que é 'mudança real'?" Shippey contrasta esse padrão de discurso moderno com o estoicismo e a franqueza arcaicos, a coragem do Norte, que Tolkien emprega em outros personagens, como o rei anão Dáin, que Shippey acredita representar a visão de Tolkien sobre o heroísmo nos moldes de Beowulf.
Após a derrota de seus exércitos, tendo sido pego na traição de Sauron, Saruman recebe refúgio de Gandalf, em troca de sua ajuda, mas, tendo escolhido seu caminho, é incapaz de abandoná-lo. Evans comparou o personagem de Saruman ao de Satanás em Paraíso Perdido, de John Milton, em seu uso da retórica e nessa recusa final de redenção, "conquistado pelo orgulho e pelo ódio".

## Temas literários
Saruman foi identificado pelos críticos como demonstrando a queda de um personagem originalmente bom e tem conexões distintamente modernas com a tecnologia. John R. Holmes escreve que há uma ligação filológica entre "uma vontade pervertida de poder com o amor pelas máquinas que vemos em Isengard". As etimologias do inglês "magic", do grego latinizado magia, "o poder de causar mudanças físicas no mundo real", e do inglês "machine", do grego mekhane ou makhana "device", são ambas do persa antigo maghush "feiticeiro", do protoindo-europeu magh, "ter poder". Assim, escreve Holmes, Tolkien estava seguindo uma antiga conexão cultural ao fazer Saruman pensar dessa forma, usando magia.
Tolkien escreve que O Senhor dos Anéis foi frequentemente criticado por retratar todos os personagens como bons ou maus, sem tons de cinza, um ponto ao qual ele responde propondo Saruman, juntamente com Denethor e Boromir, como exemplos de personagens com lealdades mais matizadas. Marjorie Burns escreve que, embora Saruman seja uma versão "imitativa e inferior" de Sauron, reforçando o tipo de personagem do Dark Lord, ele também é uma versão contrastante de Gandalf, que se torna Saruman como ele "deveria ter sido", depois que Saruman falha em seu propósito original.
Saruman "já foi grande, de um tipo nobre contra o qual não deveríamos ousar levantar as mãos", mas decai à medida que o livro avança. Patricia Meyer Spacks o chama de "um dos principais casos históricos [no livro] do efeito destrutivo gradual da submissão voluntária a vontades malignas". Paul Kocher identifica o uso de um palantír, uma pedra da visão, por Saruman como a causa imediata de sua queda, mas também sugere que, por meio de seu estudo das "artes do inimigo", Saruman foi levado a imitar Sauron. De acordo com Jonathan Evans e Spacks, Saruman sucumbe ao desejo de poder, enquanto Shippey identifica a devoção de Saruman às metas de conhecimento, organização e controle como sua fraqueza. Tolkien escreve que a principal tentação dos Istari (e aquela pela qual Saruman caiu) é a impaciência, que leva ao desejo de forçar os outros a fazer o bem e, em seguida, ao simples desejo de poder.
Barbárvore (Treebeard) descreve Saruman como tendo "uma mente de metal e rodas". O mal em O Senhor dos Anéis tende a ser associado à maquinaria, enquanto o bem é geralmente associado à natureza. Tanto a fortaleza de Saruman em Isengard quanto seu Condado alterado demonstram os efeitos negativos da industrialização, e Isengard é derrubada quando as florestas, na forma dos Ents, literalmente se levantam contra ela. Patrick Curry diz que Tolkien é hostil ao industrialismo, associando isso ao amplo desenvolvimento urbano que ocorreu em West Midlands, onde Tolkien cresceu nas primeiras décadas do século XX. Ele identifica Saruman como um dos principais exemplos dados no livro dos efeitos maléficos da industrialização e, por extensão, do imperialismo. Shippey observa que o nome de Saruman repete essa visão da tecnologia: no dialeto mércio do inglês antigo usado por Tolkien para representar o idioma de Rohan no livro, a palavra saru significa "inteligente", "habilidoso" ou "engenhoso". Isso tem associações com tecnologia e traição que são adequadas para a forma como Tolkien representa Saruman, o "homem astuto". Ele também escreve sobre a associação distintamente moderna de Saruman com o comunismo na forma como o Condado é administrado sob seu controle no capítulo O Expurgo do Condado: os bens são levados "para distribuição justa", o que, uma vez que eles nunca mais são vistos, Shippey chama de uma peça excepcionalmente moderna de hipocrisia na forma como o mal se apresenta na Terra Média.
Saruman é, em parte, o arquiteto de sua própria queda. Kocher, Randel Helms e Shippey escrevem que as ações de Saruman na primeira metade de As Duas Torres, embora tenham a intenção de promover seus próprios interesses, de fato levam à sua derrota e à de Sauron: seus orcs ajudam a dividir a Sociedade em Parth Galen e, ao levar dois dos hobbits, iniciam uma série de incidentes que levam à sua ruína. Por sua vez, isso libera os Rohirrim para intervir na Batalha dos Campos de Pelennor e, em seguida, junto com os homens de Gondor, para atacar a fortaleza de Sauron em Mordor e distraí-lo do esforço final de Frodo para destruir o Anel. Shippey diz que isso demonstra o valor da persistência em resposta ao desespero, mesmo que não se veja uma saída; Kocher e Helms escrevem que isso faz parte de um padrão de eventos providenciais e dos efeitos reversos das más intenções ao longo do livro.
No final, Saruman é assassinado, com sua garganta cortada, e Shippey observa que, quando ele morre, seu espírito "se dissolve em nada". Ele identifica Saruman como o melhor exemplo no livro de "espectro", uma visão distinta do mal do século XX que ele atribui a Tolkien, na qual os indivíduos são "'devorados por dentro' pela devoção a alguma abstração". Referindo-se à morte de Saruman, Kocher diz que ele é um exemplo do tema consistente do "nada" como o destino do mal em O Senhor dos Anéis.

## Adaptações
Saruman apareceu em adaptações de O Senhor dos Anéis para o cinema, rádio, teatro e videogame. A BBC Radio produziu a primeira adaptação em 1955, na qual Saruman foi interpretado por Robert Farquharson, mas a adaptação não foi bem-sucedida. Tolkien ficou desapontado com ela.
Na adaptação animada de O Senhor dos Anéis de Ralph Bakshi em 1978, que corresponde a A Sociedade do Anel e parte de As Duas Torres, Saruman é dublado por Fraser Kerr. Ele tem apenas uma cena importante - sua tentativa de persuadir Gandalf a se juntar a ele. Ele aparece novamente um pouco antes da Batalha do Abismo de Helm, falando com seu exército. O personagem está vestido de vermelho e é chamado de "Saruman" e "Aruman" em diferentes momentos. Smith e Matthews sugerem que o uso de "Aruman" tinha a intenção de evitar confusão com "Sauron". A versão animada para TV de O Retorno do Rei, de 1980, da Rankin/Bass, começa mais ou menos onde o filme de Bakshi termina, mas não inclui o personagem de Saruman.
A segunda adaptação de O Senhor dos Anéis pela BBC Radio, de 1981, apresenta Saruman de forma semelhante à dos livros. Smith e Matthews relatam que o desempenho de Peter Howell como Saruman é "brilhantemente ambíguo..., passando de melífluo a quase bestialmente selvagem de momento a momento, sem que nenhum dos estados de espírito pareça contradizer o outro".
Saruman é interpretado por Matti Pellonpää na minissérie de televisão Hobitit, de 1993, produzida e transmitida pela emissora finlandesa Yle.
Christopher Lee interpretou Saruman nas trilogias de filmes O Senhor dos Anéis e O Hobbit, de Peter Jackson.
Na trilogia cinematográfica de O Senhor dos Anéis de Peter Jackson (2001-2003), Saruman é significativamente mais ativo nos dois primeiros filmes do que nos livros correspondentes, e ele aparece em várias cenas que não são retratadas na obra de Tolkien. Ele foi interpretado por Christopher Lee. Nos filmes, Saruman é retratado apresentando-se abertamente como um servo de Sauron. Smith e Matthews sugerem que o papel de Saruman é construído como um substituto de Sauron - o principal antagonista da história - que nunca aparece diretamente no livro, o que Jackson confirma nos comentários do DVD. Eles também sugerem que, tendo conseguido que o veterano ator de terror britânico Christopher Lee interpretasse Saruman, fazia sentido fazer maior uso de seu status de estrela. Apesar desse papel mais relevante nos dois primeiros filmes, as cenas envolvendo Saruman que foram filmadas para uso no terceiro filme, O Senhor dos Anéis: O Retorno do Rei, não foram usadas no lançamento cinematográfico, uma decisão que "chocou" Lee. Jackson argumentou que seria anticlimático mostrar o destino de Saruman no segundo filme (após a Batalha do Abismo de Helm) e muito retrospectivo para o terceiro. As cenas cortadas terminam com Saruman caindo para a morte do topo de Orthanc após ser esfaqueado por Língua de Cobra e incluem material transposto do capítulo "O Expurgo do Condado". Elas estão incluídas no início da Edição Estendida do filme em DVD.
Nas adaptações cinematográficas de O Hobbit feitas por Peter Jackson, Christopher Lee repete seu papel como Saruman, o Branco, embora Saruman não apareça no livro. Saruman, Gandalf, Galadriel e Elrond aparecem em uma reunião do Conselho Branco em Rivendell, vagamente baseada no material dos apêndices de O Senhor dos Anéis.
No videogame de 2014 Middle-earth: Shadow of Mordor, Saruman é dublado por Roger L. Jackson. Saruman aparece como um vilão menor em Lego Dimensions, no qual ele se alia ao principal antagonista, Lord Vortech.

### Primárias
1. ↑  Tolkien 1954a Livro 1 Capítulo 2 "The Shadow of the Past"
2. ↑  Tolkien 1937, Capítulo 19 "The Last Stage"
3. 1 2 3  Tolkien 1954a Livro 2 Capítulo 2 "The Council of Elrond"
4. ↑  Tolkien 1954 Livro 3 Capítulo 4 "Treebeard"
5. 1 2  Tolkien 1954 Livro 3 Capítulo 10 "The Voice of Saruman"
6. ↑  Tolkien 1955 Livro 6, Capítulo 6 "Many Partings"
7. ↑  Tolkien 1955 Livro 6 Capítulo 7 "Homeward Bound"
8. 1 2  Tolkien 1955 Livro 6 Capítulo 8 "The Scouring of the Shire"
9. ↑  Tolkien 1955 Apêndice B, "The Third Age"
10. ↑  Carpenter 2006 Letters, #156 para R. Murray, SJ, Novembro de 1954: "[de Gandalf] Eu me arriscaria a dizer que ele era um "anjo" encarnado - estritamente um [angelos]: isto é, com os outros Istari, magos, "aqueles que sabem", um emissário dos Senhores do Oeste, enviado à Terra-média, quando a grande crise de Sauron se aproximava no horizonte."
11. ↑  Tolkien 1977 "Of the Rings of Power and the Third Age"
12. ↑  Tolkien 1980 Parte 3 Capítulo 4 "The Hunt for the Ring"
13. ↑  Tolkien 1980 Parte 4 Capítulo 2 "The Istari"
14. ↑  Carpenter 2006 Letters #163 para W. H. Auden, Junho de 1955
15. ↑  Tolkien 1988 "Foreword"
16. ↑  Tolkien 1989 Capítulo 4. O esboço sugere que Saruman é auxiliado pelo "gigante" Barbárvore, uma iteração antiga e maligna do Barbárvore Ent do livro finalizado
17. ↑  Tolkien 1989 Gandalf diz o seguinte sobre o incidente: "Você certamente não me viu, então deve ter visto Saruman."
18. ↑  Tolkien 1992 Saruman não apareceu no primeiro rascunho do capítulo; Christopher Tolkien escreve: "É impressionante que aqui, praticamente no final de O Senhor dos Anéis e em um elemento que meu pai havia meditado por muito tempo, ele não tenha percebido que Saruman era o verdadeiro chefe, Sharkey, em Bag End."
19. ↑  Tolkien 1992 Capítulo 9 "The Scouring of the Shire"
20. ↑  Carpenter 2006 Letters #154 para Naomi Mitchison, Setembro de 1954
21. ↑  Carpenter 2006 Letters #181 para M. Straight, Janeiro de 1956
22. ↑  Tolkien 1954 Livro 3 Capítulo 4 "Treebeard" A citação é usada como ilustração por Shippey, Spacks e Kocher, entre muitos outros

### Secundárias
1. 1 2  Clark Hall, J. R. (2002) [1894]. A Concise Anglo-Saxon Dictionary 4th ed. [S.l.]: University of Toronto Press. p. 300
2. ↑  Carpenter 2002 Part 5 Chapter II p. 247.
3. 1 2 3 4  J. R. R. Tolkien Encyclopedia 'Saruman' de Jonathan Evans pp. 589–590.
4. ↑  Hammond, Wayne G.; Scull, Christina (2005). The Lord of the Rings: A Reader's Companion. [S.l.]: Houghton Mifflin. p. 264. ISBN 978-0-618-64267-0
5. ↑  Sale, Roger (1968). «15 Tolkien and Frodo Baggins». In:  Isaacs, Neil. Tolkien and the Critics; Essays on J. R. R. Tolkien's the Lord of the Rings. [S.l.]: University of Notre Dame. p. 270. ISBN 0-268-00279-7
6. 1 2  Shippey 2005 pp. 135–138 Shippey se refere à "Teoria da Coragem" do Norte de Tolkien, que aparece na palestra de Tolkien na British Academy em 1936.
7. 1 2 3 4  Spacks, Patricia Meyer (1968). «6 Power and meaning in The Lord of the Rings». In:  Isaacs, Neil. Tolkien and the Critics; Essays on J. R. R. Tolkien's the Lord of the Rings. [S.l.]: University of Notre Dame. pp. 84–85. ISBN 0-268-00279-7
8. ↑  Dickerson, Matthew T.; Evans, Jonathan Duane (2006). Ents, Elves, and Eriador: The Environmental Vision of J.R.R. Tolkien. [S.l.]: University Press of Kentucky. pp. 192 et seq. ISBN 978-0-8131-2418-6
9. ↑  Holmes, John R. (2020) [2014]. «The Lord of the Rings». In:  Lee, Stuart D. A Companion to J. R. R. Tolkien. [S.l.]: Wiley. p. 143. ISBN 978-1119656029
10. ↑  Burns, Marjorie (2007). «Doubles». In:  Drout, Michael. J. R. R. Tolkien Encyclopedia. New York: Routledge. pp. 127–128. ISBN 978-0-415-96942-0
11. ↑  Kocher 1973 Capítulo 4 p. 79, Kocher citando o discurso de Frodo em O Retorno do Rei Livro 6 Capítulo 8
12. ↑  Kocher 1973 Capítulo 3 "Cosmic Order", p. 51, e Capítulo 4 "Sauron and the nature of evil", p. 68.
13. 1 2  Shippey 2001 Capítulo 4 "Saruman and Denethor: technologist and reactionary" pp. 121–128.
14. ↑  Curry, Patrick (2007). «Industrialization». In:  Drout, Michael. J. R. R. Tolkien Encyclopedia. New York: Routledge. p. 294. ISBN 978-0-415-96942-0
15. ↑  Shippey 2005 Capítulo 4 "The horses of the Mark" pp. 139–140.
16. ↑  Shippey 2005 Capítulo 5 "Interlacements and the Ring" p. 195.
17. ↑  Shippey 2005 Capítulo 5 "Interlacements and the Ring" pp. 186–188.
18. ↑  Kocher 1973 Capítulo 3 "Cosmic Order", pp. 44–46.
19. ↑  Helms, Randel (1974). Tolkien's World. Boston: Houghton Mifflin. Capítulo 5 The structure and aesthetic of The Lord of the Rings pp. 92–97. ISBN 0-395-18490-8
20. ↑  Kocher 1973 Capítulo 4 "Sauron and the nature of evil", p. 79.
21. ↑  Smith & Matthews 2004 "Of the beginning of days" pp. 15–16.
22. ↑  Smith & Matthews 2004 "JRR Tolkien's The Lord of the Rings" p. 54.
23. ↑  Smith & Matthews 2004 "JRR Tolkien's The Lord of the Rings" pp. 63–70.
24. ↑  Smith & Matthews 2004 "An Unexpected Party", p. 83.
25. ↑  «Hobitit». Video Detective. 29 de março de 1993. Consultado em 27 de setembro de 2020
26. ↑  Jackson, Peter (2004). The Lord of the Rings : The Fellowship of the Ring Extended Edition (Director and Writers' commentary) (DVD). New Line Cinema.  Em cena em Disc 1 Capítulo 12 00:46:43
27. ↑  Smith & Matthews 2004 "The Return of the King" (2003) p. 177.
28. ↑  «Hey, what happened to Saruman?». Associated Press. Consultado em 23 de janeiro de 2008. Cópia arquivada em 30 de novembro de 2004
29. ↑  Boyens, Phillipa; Jackson, Peter; Walsh, Fran (2004). The Lord of the Rings : The Return of the King Extended Edition (Director and Writers' commentary) (DVD). New Line Cinema.  Em cena em Disc 1 Capítulo 4 00:17:26
30. ↑  Vineyard, Jennifer (17 dezembro de 2012). «Five things changed/expanded from the book for 'The Hobbit' films». CNN. Consultado em 27 de setembro de 2020
31. ↑  «Saruman the White». Behind the Voice Actors. Consultado em 27 de setembro de 2020
32. ↑  The Escapist Staff (13 de agosto de 2017). «Save the Multiverse With Our Full LEGO Dimensions Story Levels Guide». The Escapist. Consultado em 27 de setembro de 2020

- Carpenter, Humphrey (2002). J. R. R. Tolkien: A Biography. London: HarperCollins. ISBN 0-00-713284-0.
- Carpenter, Humphrey, ed. (2006) [1981]. The Letters of J. R. R. Tolkien. [S.l.]: HarperCollins. ISBN 0-261-10265-6.
- Kocher, Paul H. (1973). Master of Middle-Earth. London: Thames and Hudson. ISBN 0-500-01095-1.
- Shippey, Tom (2005) [1982]. The Road to Middle-Earth. [S.l.]: HarperCollins. ISBN 0-261-10275-3.
- Shippey, Tom (2001). J. R. R. Tolkien: Author of the Century. [S.l.]: HarperCollins. ISBN 0-261-10401-2.
- Smith, Jim; Matthews, J. Clive (2004). The Lord of the Rings: the Films, the Books, the Radio Series. London: Virgin Books. ISBN 978-0-7535-0874-9. OCLC 56460751.
- Zimbardo, Rose A.; Isaacs, Neil D. (2004). Understanding The Lord of the Rings. [S.l.]: Houghton Mifflin Harcourt. ISBN 978-0-618-42253-1.

### História da composição
- Tolkien, J. R. R. (1988). Christopher Tolkien (ed.). The Return of the Shadow. Boston: Houghton Mifflin Harcourt. ISBN 978-0-395-49863-7.
- Tolkien, J. R. R. (1989). Christopher Tolkien (ed.). The Treason of Isengard. Boston: Houghton Mifflin Harcourt. ISBN 978-0-395-51562-4.
- Tolkien, J. R. R. (1992). Christopher Tolkien (ed.). Sauron Defeated. Boston, New York, & London: Houghton Mifflin Harcourt. ISBN 0-395-60649-7

### Ficção
- Tolkien, J. R. R. (1937). Douglas A. Anderson (ed.). The Annotated Hobbit. Boston: Houghton Mifflin Harcourt (publicado em 2002). ISBN 978-0-618-13470-0.
- Tolkien, J. R. R. (1954a). The Fellowship of the Ring. The Lord of the Rings. Boston: Houghton Mifflin Harcourt. OCLC 9552942.
- Tolkien, J. R. R. (1954). The Two Towers. The Lord of the Rings. Boston: Houghton Mifflin Harcourt. OCLC 1042159111.
- Tolkien, J. R. R. (1955). The Return of the King. The Lord of the Rings. Boston: Houghton Mifflin Harcourt. OCLC 519647821.
- Tolkien, J. R. R. (1977). Christopher Tolkien (ed.). The Silmarillion. Boston: Houghton Mifflin Harcourt. ISBN 978-0-395-25730-2.
- Tolkien, J. R. R. (1980). Christopher Tolkien (ed.). Unfinished Tales. Boston: Houghton Mifflin Harcourt. ISBN 978-0-395-29917-3.